# Jeremy Bokila
Jeremy Loteteka Bokila (* 14. November 1988 in Kinshasa, Zaire) ist ein niederländisch-kongolesischer Fußballspieler. Gegenwärtig ist er beim FC Livingston unter Vertrag.

## Karriere

### Verein
Bokila begann mit dem Vereinsfußball in der Nachwuchsabteilung vom niederländischen Verein ZSV Zelos. 2005 verpflichtete ihn der AGOVV Apeldoorn erst für seine Nachwuchsabteilung und zwei Jahre später für seine erste Männermannschaft.
Nach drei Jahren wechselte er 2010 zum belgischen Verein SV Zulte Waregem. Hier spielte er nur eine Saison und wurde anschließend für die Dauer von jeweils einer Saison an die Vereine Sparta Rotterdam und Petrolul Ploiești ausgeliehen.
Zur Saison 2013/15 wechselte er nach Russland zu Terek Grosny. Hier spielte er zwei Jahre lang und wurde 2015 vom chinesischen Verein Guangzhou R&F unter Vertrag genommen. Für die Rückrunde der Saison 2015/16 lieh ihn dieser Verein an den türkischen Erstligisten Eskişehirspor. Nach dem Abstieg 2016 kehrte er zurück, wurde aber umgehend für ein Jahr an al-Kharitiyath SC nach Katar ausgeliehen.
Im Januar 2017 wechselte er zum türkischen Erstligisten Akhisarspor. Er wurde hier ein Bestandteil jener Mannschaft die mit den Gewinn des Türkischen Supercups 2018 und der Pokalfinalteilnahme 2018/19 die wichtigsten Erfolge der Vereinsgeschichte realisierte. Nach dem Abstieg im Sommer 2019 wurde Bokila vom Zweitligisten Hatayspor verpflichtet.
Im August 2025 wechselte Bokila zum schottischen Erstligaaufsteiger FC Livingston.

### Nationalmannschaft
Bokila spielt seit 2012 für die Nationalmannschaft der Demokratischen Republik Kongo.

## Erfolge

### Verein
Petrolul Ploiești
- Rumänischer Pokalsieger: 2012/13

Mit Akhisarspor
- Türkischer Supercup-Sieger: 2018
- Türkischer Pokalfinalist: 2018/19

## Privates
Jeremy Bokila ist der Sohn des Fußballspielers Ndingi Bokila Mandjombol (* 1954) sowie der Bruder der Fußballspieler Wim Bokila (* 1987), Paldy Bokila (* 1978) und Noë Bokila (* 1990).